# Јасмина Живковић
Др Јасмина Живковић (Пожаревац, 1964) српски је дипломирани правник, доктор историје и архивски саветник Историјског архива у Пожаревцу.
Својим радом настоји да унапреди архивистичку праксу и подигне углед архивске делатности на територији архивске мреже Србије али и њеног окружења. Посебно важни су њени радови на тему заштите архивске грађе и рада архивске службе ван архива у Историјском архиву Пожаревац и Србији у целини.

## Биографија
Рођена је 15. октобра 1964. године у Пожаревцу, где је завршила основну школу и Пожаревачку гимназију. Завршила је Правни факултет Универзитета у Београду  и стекла звање дипломираног правника. Мастер студије је завршила на одељењу за историју Филозофског факултет Универзитета у Београду и стекла звање дипломирани историчар – мастер.  Мастер рад на тему Заштита архивске грађе ван архива у Браничевком округу одбранила је 2010. године, ментор доц. др Арсен Ђуровић.
Наставила је докторске студије и докторирала на Одељењу за историју Филозофског факултета. Докторска дисертација коју је успешно одбранила, под називом Заштита архивске грађе савезних органа власти у Југославији, 1945-1991, ментор проф. др Љубодраг Димић, представља прву одбрањену докторску дисертацију из области заштите архивске грађе на  Филозофском или другом факултету државног Универзитета у Србији.
Живи у Пожаревцу, удата је, мајка женског детета и више од 25 година активно се бави добротворним радом у оквиру једног од најзначајнијих женских удружења утемељених у српском грађанству, Колу српских сестара у Пожаревцу.

## Радно ангажовање
У Историјском архиву у Пожаревцу ради од 1998. године. Стручни испит за звање архивисте је положила 2001. године, звање вишег архивисте стекла 2011. године, а звање архивског саветника 2017. године. Више од десет година је радила на пословима руководиоца службе депоа. У том својству је, у оквиру стручних послова службе, урадила ревизију Књиге пријема архивске, која у ИАП није вођена од 1990. године, започела послове на изради Општег инвентар, ажурирала Досијеа фондова, заједно са колегама из службе депоа урадила Топографски показатељ, као један облик евиденције о смештају архивске грађе у депоу. Такође, самоиницијативно је урадила и део послова на припреми материјала за Водич Историјског архива Пожаревац, за одређену групу фондова.
Од 2011. године ради на пословима руководиоца службе заштите архивске грађе и регистратурског материјала ван архива (спољна служба). За то време је, поред других редовних послова из делокруга службе,  ажурирала обавезне евиденције о заштити архивске грађе ван архива, устројила помоћне евиденције које у служби нису вођене такође од 1990. године. Такође, настоји да се заштитна функција спољне службе Архива побољша у периоду од када ради у тој служби: успела је да унапреди функцију заштите архивске грађе и регистратурског материјала код великог броја регистратура, различите делатности, на територији Браничевског округа. Један од примера је и стваралац Казнено поправни завод Пожаревац Забела, чија архивска грађа једним делом и преузета у Архив на даље чување.
Посао руководиоца обавља све до 2018. године, када је због нове систематизације спољна служба престала да буде посебна организациона јединица. Од тада, ради на истим пословима на радном месту архивски саветник за заштиту архивске грађе ван архива.
Учествовала је у више издавачких и изложбених пројеката Историјског архива Пожаревац. У том својству, аутор је и реализатор Школе архивистике, тематске едукације за правна лица – ствараоце архивске грађе и регистратурског материјала са подручја надлежности Историјског архива у Пожаревцу, коју спољна служба ИАП организује континуирано од 2013. године. До сада је припремљено и реализовано седам оваквих стручних едукација стваралаца архивске грађе и регистратурског материјала, према врсти њихове делатности.
Поред наведеног, у оквиру основне делатности учествује у сређивању, обради архивских фондова ИАП и изради научно-обавештајних средстава, као један од чланова стручног тима. Као одговорни архивиста, руководи радом на ревизији најзначајнијег архивског фонда који се чува у Историјском архиву Пожаревац, Начелство среза звишког Кучево, 1839-1918, за који је учествовала у изради аналитичког инвентара. Такође аутор је и руководилац пројекта Млин Игњат Бајлони и синови, Мало Црниће, који обухвата ревизију, архивистичку обраду, израду обавештајних средстава и припрему за публиковање грађе фонда, који представља такође један од најзначајнијих фондова који се чувају у Историјском архиву Пожаревац.
Идејни је творац и аутор пројекта Промотивни дан архива – сабирање архивалија у приватном власништву, са намером да се промовише значај прикупљања архивалија из приватних, личних или породичних колекција уз интензивнију и целисходнију комуникацију и сарадњу са њиховим сопственицима, а све са крајњим циљем да се архивска грађа нађе „свој пут“ до архива као најадекватнијег места за чување и заштиту.

### Чланство
У вези са основном делатношћу Архива, члан је Стручног већа Историјског архива Пожаревац; члан је стручних комисија Архива (нпр. Комисија за излучивање безвредног регистратурског материјала ван архива, Комисије за откуп, поклон и депозит архивске грађе), била је члан Комисије за категоризацију архивске грађе. Члан је Редакције часописа Историјског архива Пожаревац Записи (2012- ) и редакције Зборника радова са Архивистичког друштва Србије Архивски гласник (2014 - ). Као представник запослених била је члан Управног одбора Историјског архива у мандату 2012—2016. година.

## Активности у Архивистичком друштву Србије
Веома је активна у раду струковног архивског удружења Архивиситичког друштва Србије (АДС). У два мандата је била делегат Историјског архива Пожаревац у Скупштини Архивистичког друштва Србије, као и члан Извршног одбора Архивистичког друштва Србије (2010—2014, 2014—2019). Иницирала и активно је учествовала на обнови рада Архивистичког друштва Србије 2004. године, односно активирању Друштва као члан Извршног одбора АДС, током 2013. године. На Међународним саветовањима које је Архивистичко друштво Србије организовало 2016, 2018. и 2019. године била је члан члан радних председништава.
У оквиру мандата у АДС-у, члан je ужег стручног тела Извршног одбора – радне комисије за стручна питања из области рада спољне службе у архивима у Србији, редакције приручника Водич за регистратуре, као и редакције Зборника са научних скупова Архивистичког друштва Србије. Активно учествује у раду стручне групе за спољну службу, са циљем да се поједина стручна питања превентивне заштите архивске грађе и регистратурског материјала у Србији унифицирају и осавремене. У том смислу је учествовала као предавач и члан радног председништва на радионицама АДС, које су организоване током 2017. године (четири радионице), на којима су расправљана актуелна питања из области архивске делатности у Србији.
Схватајући значај едукације архивиста за унапређење архивске струке, као и значај међусобног повезивања и размене знања и искустава, у својству члана редакције се укључила у рад веб портала Архивистика, чији је аутор и уредник виши архивист Слободанка Цветковић.
Поред рада на пословима заштите архивске грађе ван архива у Историјском архиву Пожаревац, била је активна на пословима истраживања архивске грађе и објављивању стручних и научних радова. За потребе различитих тема које је обрађивала, истраживала је у Архиву Србије, Архиву Југославије и Архиву Војводине, као и у Историјском архиву Пожаревац. Аутор је и коаутор више радова из историје и архивистике које је презентовала на научним и стручним скуповима у земљи и иностранству.

## Признања и награде
- 2007. Повеља културе града Пожаревца, за допринос унапређењу завичајне историографије и културе пожаревачког краја.
- 2019. Најбоља регистратура за 2019. годину, новоустановљено признање Архивистичког друштва Србије, које је стваралац архивске грађе и регистратурског материјала Основни суд Пожаревац, свакако је признање за квалитет стручног рада на заштити архивске грађе у настајању.
- 2022. Златна архива, највише признање у архивистичкој струци које додељује Фондација Александра Арнаутовића, при Државном архиву Србије за немерљиви допринос очувању драгоцене српске баштине.